# Craticulina digressa
Craticulina digressa är en tvåvingeart som beskrevs av Seguy 1953. Craticulina digressa ingår i släktet Craticulina och familjen köttflugor.
Artens utbredningsområde är Mauretanien. Inga underarter finns listade i Catalogue of Life.